# Drewnica (powiat nowodworski)
Drewnica (niem. Schönbaum) – wieś w Polsce, położona w województwie pomorskim, w powiecie nowodworskim, w gminie Stegna na obszarze Żuław Wiślanych.
Wieś należąca do Mierzei Wiślanej terytorium miasta Gdańska położona była w drugiej połowie XVI wieku w województwie pomorskim. W latach 1945–1954 i 1973–1976 miejscowość była siedzibą gminy Drewnica.
W latach 1954–1972 wieś należała i była siedzibą władz gromady Drewnica. W latach 1975–1998 miejscowość administracyjnie należała do województwa elbląskiego.
Istnieje tutaj czynny drogowy most zwodzony na Szkarpawie.

## Zabytki
W Drewnicy znajdują się następujące obiekty zabytkowe wpisane do rejestru zabytków:
- Drewniany wiatrak kozłowy, przemiałowy z 1718
- Drewniany wiatrak holenderski z 1848 funkcjonujący jako młyn i piekarnia, spłonął w latach 90. XX w.
- Drewniany dom holenderski nr 48 z połowy XIX w.
- Drewniany dom z końca XIX w.
- Układ ruralistyczny wsi

## Galeria

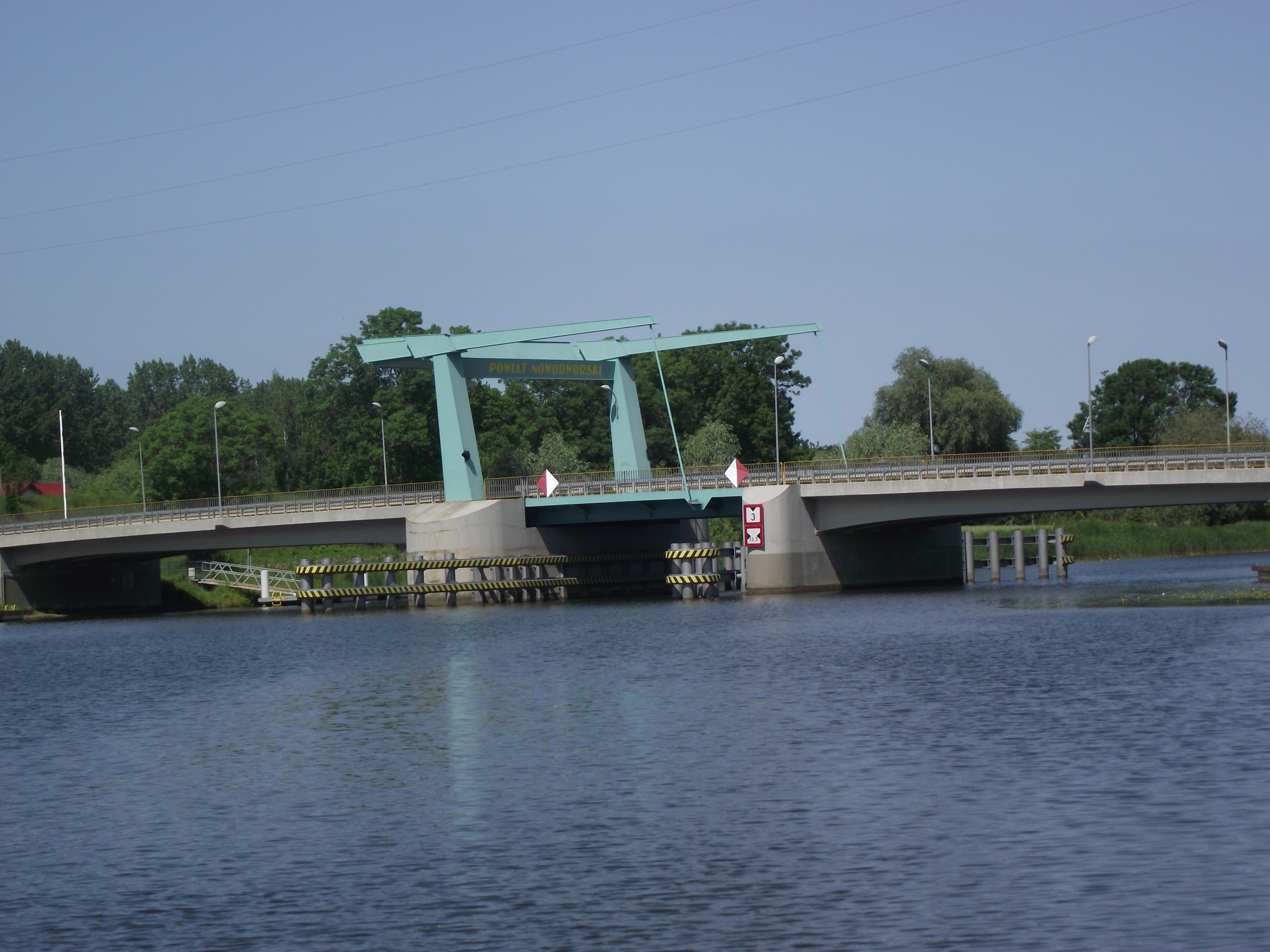
Most zwodzony na Szkarpawie
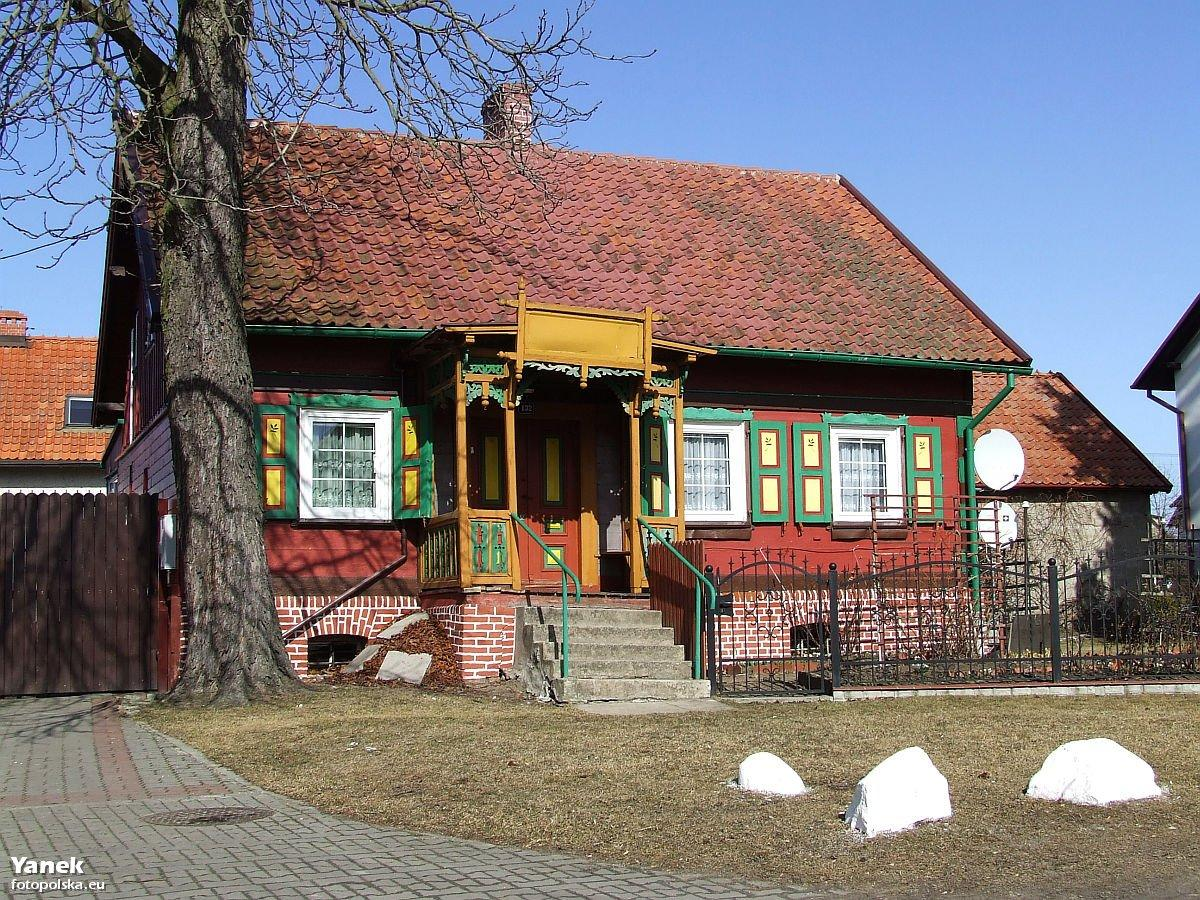
Dom nr 132